# Eduard Mulder

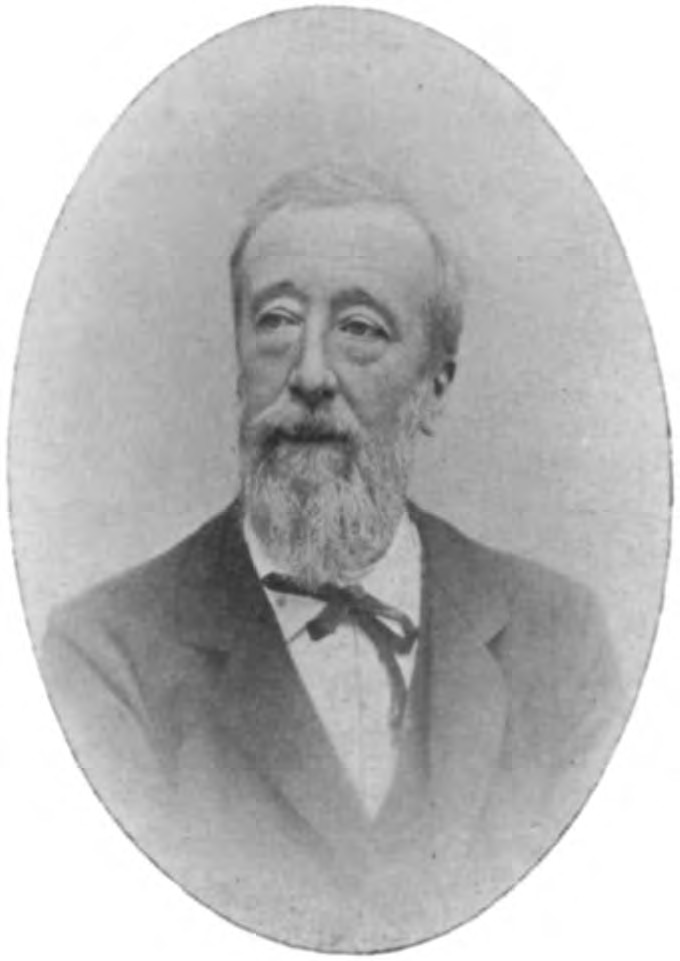
Eduard Mulder

Eduard Mulder (* 7. Juli 1832 in Rotterdam; † 8. März 1924 in Utrecht) war ein niederländischer Chemiker.

## Leben
Eduard war der Sohn von Gerardus Johannes Mulder und dessen Frau Wilhelmina van Rossem. Am 3. August 1849 immatrikulierte er sich an der Universität Utrecht um ein Studium der Chemie zu absolvieren. Am 21. November 1853 promovierte er mit der Arbeit Historisch-kritisch overzigt van de bepalingen der aequivalent-gewigten van 13 eenvoudige ligchamen (Historisch Kritische Übersicht der Vorschriften zur Bestimmung der Äquivalentgewichte von 13 einfachen Körpern) zum Doktor der Naturwissenschaften. 1854 wurde er Lektor der Chemie an der königlichen Akademie in Delft. Hier hatte er verschiedener Abhandlungen verfasst und ein Lehrbuch der Chemie herausgebracht. So beriefen ihn die Kuratoren der Universität Utrecht am 30. September 1864 zum außerordentlichen Professor der Chemie, welche Aufgabe er am 10. Oktober übernahm. Am 2. Oktober 1868 wurde er zum ordentlichen Professor der Chemie berufen, welches Amt er am 4. Dezember 1868 mit der Rede De methode bij scheikundig onderzoek te volgen opgespoord uit de geschiedenis antrat.
1878 erhielt er zudem den Lehrauftrag für organische Chemie und 1879 für Toxikologie. In seiner Eigenschaft als Utrechter Hochschullehrer beteiligte er sich auch an den organisatorischen Aufgaben der Hochschule und war 1879/80 Rektor der Alma Mater. Dieses Amt legte er mit der Rede Over analyse en synthese in de natuurwetenschappen nieder. Nachdem Mulder mit seinem dreibändigen Werk Scheikundige aanteekeningen eine Basis zu Publikation von chemischen Artikeln in den Niederlanden geschaffen hatte, gründete er mit 1882 mit Antoine Paul Nicolas Franchimont, Willem Anne van Dorp (1847–1914), Sebastiaan Hoogewerff (1847–1934) und Anthonie Cornelis Oudemans  (1858–1943), die Zeitschrift Recueil des travaux chimiques des Pays-Bas. 1875 wurde er Mitglied der Königlich Niederländischen Akademie der Wissenschaften und am 17. Juli 1902 wurde er aus seiner Professur emeritiert.

## Familie
Mulder war zwei Mal verheiratet. Seine erste Ehe schloss er am 2. Juli 1856 in Leiden mit Sophia Theodora Terpstra (* um 1828; † 14. September 1864 in Delft). Seine zweite Ehe ging er am  21. August 1872 in Utrecht mit Henriette Jacoba Gerritzen (* 10. Juni 1846 in Zoelen; † 28. Juni 1926 in Utrecht) ein. Aus zweiter Ehe stammen Kinder. Von diesen kennt man:
- Arnold Mulder (* 17. Mai 1876 in Utrecht)
- Johannes Hermanus Mulder (* 4. Februar 1878 in Utrecht; † 16. Oktober 1958 in de Bilt) verh. mit Petronella Antonetta Boeren (* 18. März 1889 in Heusden; † 18. November 1948 in Utrecht)
- Willem Mulder (* 29. Januar 1881 in Utrecht)

## Werke (Auswahl)
- De guano in hare geschiedenis, bestanddeelen samenstelling, onderzoek en gebruik. Utrecht 1855
- Titreermethode van Penny-Strong. In: Scheikundige aanteekeningen. 1857, 1. Bd.
- Bereiding van overmangaanzure potasch. In: Scheikundige aanteekeningen. 1857, 1. Bd.
- De Indigo uit een scheikundig oogpunt beschouwd. Rotterdam 1858 (Online); und In: Scheikundige aanteekeningen. 1859, 2. Bd.
- Ontleding von H2O door S etc. In: Scheikundige aanteekeningen. 1859, 2. Bd.
- Weeke et elast. Zwavel. In: Scheikundige aanteekeningen. 1859, 2. Bd.
- Verhoud. v. diastase tegenover eiwitstoffen. In: Scheikundige aanteekeningen. 1859, 2. Bd.
- Opsporing v. P in gevallen van vergiftiging. In: Scheikundige aanteekeningen. 1859, 2. Bd.
- Natuurlijk et kunstmatig phosphoresceeren van visschen. In: Scheikundige aanteekeningen. 1859, 2. Bd.
- Methoden twer koolstof-bepaling van ijzer. In: Scheikundige aanteekeningen. 1864, 3. Bd.
- De vorming van storende neven-prod. Bij de N-bepaling naar Will et Varrentrapp. In: Scheikundige aanteekeningen. 1864, 3. Bd.
- Methoden ter bepal. Van koper, indigo, etc. In: Scheikundige aanteekeningen. 1864, 3. Bd.
- Verhoud. van cellulose tegenover bases. In: Scheikundige aanteekeningen. 1864, 3. Bd.
- Spectra von P, S, Se. In: Journal für praktische Chemie. 1864, 91. Bd.
- Verbindungen und Substitutsprodukte des Acetons. In: Journal für praktische Chemie. 1864, 91. Bd.
- Ueber Trisulfocarbonsäure-Acetonium. In: Journal für praktische Chemie. 1867, 101. Bd.
- Sulfocarbamine und Salze derselben. In: Journal für praktische Chemie. 1868, 103. Bd.
- Derivate des Acetons. In: Zeitschrift für Chemie. 1868, 4. Bd.
- De methode bij scheikundig onderzoek te volgen opgespoord uit de geschiedenis. Utrecht 1868
- Leerbock der zuivere en toegepaste scheikunde. Delft 1864–1865, 2. Bde., Amsterdam 1869 (2. Bd. Online)
- Oxysulfocarbaminsaures Ammonium und Einwirkung von Benzaldehyd. In: Zeitschrift für Chemie. 1869, 3. Bd.
- Elektrothermische Methode zur Analyse und Synthese. In: Zeitschrift für Chemie. 1871, 7. Bd.
- Allantoin. In: Annalen der Chemie und Pharmacie. 1871, 159. Bd.
- Geschwindigkeit der Molecularbewegung und des Schalles in Gasen. Utrecht 1870 auch In: Annalen der  Physik. 1870
- Chlorderivate des Acetons. In: Berichte der Deutschen Chemischen Gesellschaft. 1872, 5. Bd.
- Diglyeolamidosäurediuramid. In: Berichte der Deutschen Chemischen Gesellschaft. 1872, 5. Bd.
- Vorles. Versuche mit dem Thermoanalysator. In: Berichte der Deutschen Chemischen Gesellschaft. 1872, 5. Bd.
- Metallderivate und Structurformel von Cyanamid. In: Berichte der Deutschen Chemischen Gesellschaft. 1873, 6. Bd.
- Einwirkungen von Ammoniak auf Bromacetylharnstoff. In: Berichte der Deutschen Chemischen Gesellschaft. 1873, 6. Bd.
- Silberharnstoff. In: Berichte der Deutschen Chemischen Gesellschaft. 1873, 6. Bd.
- Synthes von Harnsäure & über Isoharnsäure. In: Berichte der Deutschen Chemischen Gesellschaft. 1873, 6. Bd.
- Einwirkungen von trisulfocarbonsaurem und sulfocarbaminsaurem Ammoniak auf Aldehyde und Acetone. In: Justus Liebig's Annalen der Chemie und Pharmacie. 1873, Bd. 168.
- Gesetz der multiplen Drehungen. In: Berichte der Deutschen Chemischen Gesellschaft. 1874, 7. Bd.
- Cyanamid. In: Berichte der Deutschen Chemischen Gesellschaft. 1874, 7. Bd.
- Derivate von Harnstoff & Guanidin. In: Berichte der Deutschen Chemischen Gesellschaft. 1875, 8. Bd.
- Uroxansäure & Allantoxans. In: Berichte der Deutschen Chemischen Gesellschaft. 1875, 8. Bd.
- Derivés etc. de l’acide urique. In: Nederlandsch Archief voor Genees- en Natuurkunde. Utrecht 1875, 10. Bd.
- Ueber β-Guanidopropions. In: Berichte der Deutschen Chemischen Gesellschaft. 1876, 9. Bd.
- Monomoleculare Volumeneinheit für Gase und Dämpfe. In: Berichte der Deutschen Chemischen Gesellschaft. 1877, 10. Bd.
- Einwirkungen von Unterchlorigsäureanhydrid auf Aethylen. In: Berichte der Deutschen Chemischen Gesellschaft. 1878, 11. Bd.
- Synthése de cyanacétylurées & murexoine. In: Bulletin de la Société Chimique de France. Paris, 1878, 3. Bd.
- Zur Kenntniss der Ureide. 1879, 12. Bd.
- Synthese von Dimethylbarbitursäure. In: Berichte der Deutschen Chemischen Gesellschaft. 1879, 12. Bd.
- Wirkung von Zinkäthyl auf Weinsäureäthyl. In: Berichte der Deutschen Chemischen Gesellschaft. 1881, 14. Bd.
- Wirkungen von Brom auf Uramil. In: Berichte der Deutschen Chemischen Gesellschaft. 1881, 14. Bd.
- Bijdrage tot de kennis van normaal cyaanzuur. 1881
- Over een effluve-ozonometer en ontledingssnelheid van ozon. 1885
- Over een additie-product van N. Cyaanzuur aethyl met broomcyaan. 1885
- Bijdrage tot de kennis van normaal cyaanzuur en afgeleiden. 1886
- Over urethaan en eenige afgeleiden en over de structuur van pancyaan en cyamelid. 1887
- Wijnsteenzuur aethyl in zijne verhouding tot natrium- en kalium-aethylaat. 1890
- Over en verbinding afgeleid van wijnsteenzuur. 1891
- Over een ketonverbindung afgeleid van wijnsteenzuur. Amsterdam 1893
- Vervolg van het onderzoek betreffende het ketonzuur afgeleid van wijnsteenzuur, en over het parabrandigdruivenzuur. Amsterdam 1894
- Over den nadeeligen invloed van zwaveligzuur der vlam van steenkoolgas op de bepaling in hoeveelheid van eenige lichamen, en over de methode om daarin te voorzien. 1895
- Over verbindingen afgeleid van wijnsteenzuur en parabrandigdruivenzuur. 1895
- Over het peroxy-salpeterzuur zilver en een zilverbioxyde. 1897
- Over peroxy-zwavelzuur zilver en peroxy-azijnzuur zilver. Amsterdam 1899
- Over peroxy-azijnzuur zilver en, als vervolg, over peroxyzwavelzuur zilver. Amsterdam 1900
- Electrolyse van eenige zilver-zouten, en over de reactie van waterstofsuperoxyde met zilveroxyde, zilverbioxyde, enz.. Amsterdam 1903